# Vuelo 148 de Air Inter
El vuelo 148 de Air Inter fue un vuelo regular de pasajeros desde el Aeropuerto de Lyon-Saint Exupéry (anteriormente Aeropuerto Lyon Satolas) al Aeropuerto de Estrasburgo, Francia. El 20 de enero de 1992, el Airbus A320 que operaba el vuelo se estrelló en la Cordillera de los Vosgos, en el este de Francia, cerca del Monte de Santa Odilia, durante una aproximación de no precisión en el Aeropuerto de Estrasburgo. Ochenta y siete de las 96 personas a bordo fallecieron, mientras que las nueve restantes resultaron heridas.

## Descripción

### Aeronave
La aeronave involucrada, fabricada en 1988, era un Airbus A320-111 matriculado como F-GGED con número de serie 015. En el momento del accidente, la aeronave había acumulado un total de 6.316 horas de fuselaje y 7.194 ciclos de despegue y aterrizaje.

### Tripulación
El vuelo 148 estaba comandado por el capitán Christian Hecquet, de 42 años, con 8.800 horas de vuelo, incluidas 162 horas de vuelo en el A320, y el primer oficial Joël Cherubin, de 37 años, con 3.600 horas de vuelo, incluidas 61 horas de vuelo en el A320.

## Accidente
El avión despegó de Lyon-Satolas (ahora Aeropuerto de Lyon-Saint Exupéry) a las 17:20 UTC. Ambos pilotos eran relativamente nuevos en el A320, con un total combinado de tan solo 300 horas de vuelo,pero estaban familiarizados con el Aeropuerto de Estrasburgo, pues ambos habían volado allí en numerosas ocasiones.
A medida que el vuelo se acercaba al aeropuerto de Estrasburgo, informaron al ATC de su deseo de seguir la aproximación ILS para la pista 23 hasta que el aeropuerto estuviera a la vista, seguido de una aproximación visual a la pista 05. Este tipo de aproximación a la pista 05 era común en el aeropuerto de Estrasburgo;la pista 05 no estaba equipada con ILS ya que las montañas cercanas y el terreno alto interferirían con la señal de senda de planeo transmitida por el ILS. El ATC denegó la solicitud de aproximación de los pilotos, diciendo que habría un retraso significativo debido al conflicto con varias aeronaves que salían de la pista 05 y, en su lugar, ofreció vectores para la aproximación VOR/DME para la pista 05, que los pilotos aceptaron. El vuelo fue autorizado a descender a 5000 pies y vectorizado al punto de referencia ANDLO a 11 millas náuticas del VOR del aeropuerto de Estrasburgo. El ATC autorizó al avión a realizar la aproximación final a las 18:19 UTC cuando pasaba por ANDLO, donde los pilotos giraron a la izquierda hacia la pista en dirección 050 grados y continuaron descendiendo según la carta de aproximación.
A las 18:20:33 UTC, el vuelo 148 se estrelló en las laderas del Monte de Santa Odilia a 2620 pies, a 10,5 millas náuticas del aeropuerto. La operación de búsqueda y rescate comenzó a las 18:40. Tres helicópteros, 24 motocicletas y 950 personas de la Policía Nacional, la Gendarmería Nacional, la Seguridad Civil, así como 24 operadores de radioaficionados, participaron en la operación de búsqueda y rescate.Aunque casi 1.000 personas participaron en la búsqueda, esta fue criticada por su falta de preparación y desorganización, ya que no estaba claro cuál de las tres agencias lideraría la búsqueda del lugar del accidente, lo que dificultó las labores de búsqueda y rescate. El lugar del accidente no se descubrió hasta las 22:35 UTC (4 horas y 15 minutos después), cuando un grupo de periodistas fue conducido a los restos por un pasajero superviviente, Nicolas Skourias. Los primeros rescatistas, un grupo de gendarmes, llegaron a las 22:49 tras ser conducidos a los restos por el mismo superviviente y un periodista.

## Causa
La Oficina de Investigación y Análisis para la Seguridad de la Aviación Civil (BEA) descubrió que el vuelo 148 se estrelló porque los pilotos dejaron el piloto automático configurado en modo de velocidad vertical en lugar del modo de ángulo de trayectoria de vuelo y luego configuraron "33" para un "ángulo de descenso de 3,3°", lo que resultó en una alta tasa de descenso de 3300 pies (1006 m) por minuto en el terreno.
Los pilotos no fueron advertidos del impacto inminente porque Air Inter no había equipado sus aeronaves con un sistema de advertencia de proximidad al suelo (GPWS). Se especula que esto se debió a que Air Inter, que se enfrentaba a una fuerte competencia de los trenes de alta velocidad TGV de Francia, puede haber alentado a sus pilotos a volar rápido a bajo nivel (hasta 350 nudos (648 km/h; 403 mph) por debajo de 10 000 pies (3048 m), mientras que otras aerolíneas generalmente no superan los 250 nudos (463 km/h; 288 mph)), y los sistemas GPWS dieron demasiadas advertencias molestas.

## Consecuencias

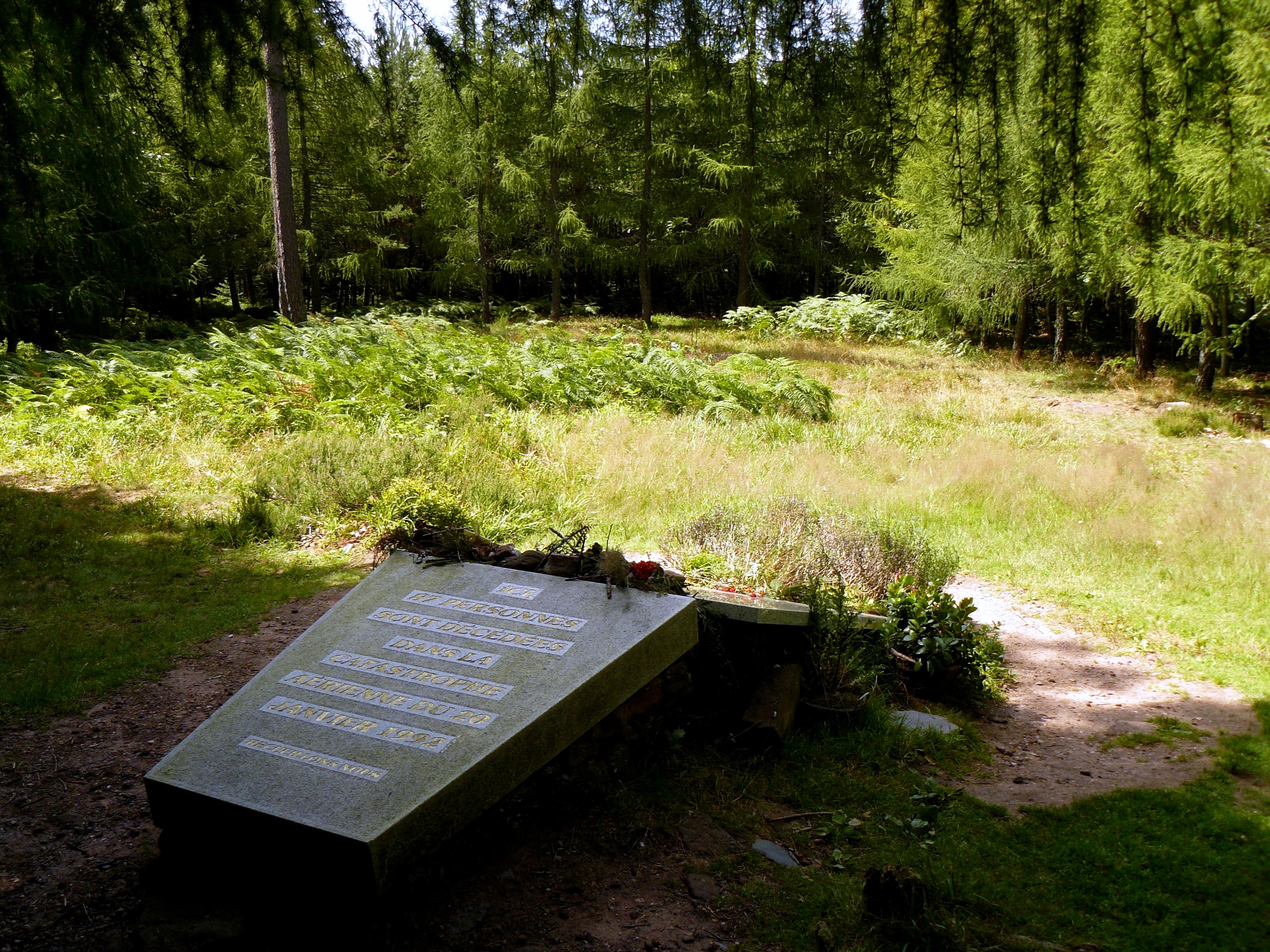
El lugar del accidente del vuelo 148 con una placa conmemorativa.

Los investigadores del accidente recomendaron 35 cambios en su informe. Airbus modificó la interfaz del piloto automático para que el ajuste de velocidad vertical se mostrara como un número de cuatro dígitos, evitando confusiones con el modo de ángulo de trayectoria de vuelo.Se actualizó el registrador de datos de vuelo para que pueda soportar temperaturas más altas y durante más tiempo.El informe también recomendó mejorar la formación de los pilotos del A320 y la instalación de sistemas de advertencia de proximidad al suelo en sus aeronaves. Air Inter equipó sus aeronaves con sistemas de advertencia de proximidad al suelo antes de que se completara la investigación.

## Muertes notables
- Jean-Pierre Lecocq fue un biólogo molecular y empresario belga.

## Dramatización
El accidente se presentó en el programa Mayday: catástrofes aéreas en el episodio "Destinado al Fracaso".